# 奔向月球
奔向月球（法語：Objectif Lune）是丁丁歷險記的第16部作品。作者是比利時漫畫家艾爾吉。本作中艾爾吉再次采用了將一個故事分兩本書敘述的方法，其續篇是月球探險。於1950年開始連載。這部作品比人類第一次登上月球整整早了19年之多。

## 故事簡介
向日葵教授正在研發登上月球的載人火箭，丁丁、米魯和哈達克船長被邀請前往研究中心，一同參與這次升空大計。敵人千方百計屢闖研究中心，又有內應的暗中協助，研究成果的秘密落入敵方之手。火箭升空後，受敵方干擾偏離預定軌道。載人火箭升空後，艙裡的人都因巨大的氣流變化而陷入昏迷。